# Puy-du-Lac
 Puy-du-Lac  es una población y comuna francesa, situada en la región de Poitou-Charentes, departamento de Charente Marítimo, en el distrito de Saint-Jean-d'Angély y cantón de Tonnay-Boutonne.

## Demografía
| 298 | 272 | 209 | 206 | 248 | 280 |
| Para los censos de 1962 a 1999 la población legal corresponde a la población sin duplicidades (Fuente: INSEE [Consultar]) |     |     |     |     |     |